# La lattaia di Bordeaux
La lattaia di Bordeaux (La lechera de Burdeos) è un dipinto a olio su tela (74×68 cm) del pittore spagnolo Francisco Goya, realizzato nel 1827-1828 e conservato al museo del Prado di Madrid.

## Descrizione
Goya, sentendosi a disagio con il nuovo sovrano Ferdinando VII, nel maggio del 1824 decise di autoesiliarsi a Bordeaux, cittadina presso la quale trascorse gli ultimi anni della sua vita in una sorta di serena estraneazione dal mondo. Fu proprio qui che realizzò La lattaia di Bordeaux, tela che - per le varie disuguaglianze con le soluzioni oscure e allucinate delle Pitture Nere, di quattro anni precedenti - ha fatto molto parlare i critici sulla rinascita dell'ormai ottuagenario Goya sotto il cielo francese e sulla sua «conversione» alla vita, a tal punto che l'opera è stata persino definita «il primo quadro impressionista dipinto in terra di Francia».
Malgrado La lattaia di Bordeaux presenti felici vibrazioni luministiche e colori che non si vedevano da decenni sulla tavolozza di Goya, non si può parlare di un'opera impressionista. Nella tela, infatti, non riscontriamo quell'identità materica tra luce e corpi (tipica della poetica impressionista), bensì si può notare che la stessa veste azzurrina della lattaia è contaminata da striature nere e che la donna rivela in realtà una stanchezza contemplativa e sublime, che possiamo immaginare essere affine a quella sperimentata dallo stesso Goya negli anni francesi, gli ultimi della sua vita. Riportiamo di seguito il commento di Silvia Borghesi:
(Silvia Borghesi)